# نورا كوفز
نورا كوفز (بالمجرية: Köves Nóra)‏ مواليد 13 يونيو 1971 في المجر، هي لاعبة كرة مضرب مجرية سابقة. أعلى تصنيف لها في الفردي كان المركز الـ 181 في سنة 1999. أعلى تصنيف لها في الزوجي كان المركز الـ 138 في سنة 1999.

## النهائيات

### الفردي (4–2)
| الحصيلة | الرقم | التاريخ        | الدورة               | الأرضية | المنافس         | النتيجة            |
| ------- | ----- | -------------- | -------------------- | ------- | --------------- | ------------------ |
| الفوز   | 1.    | 30 سبتمبر 1996 | سالونيك، اليونان     | صلبة    | إيليني دانيليدو | 6–3, 6–2           |
| الوصافة | 1.    | 9 ديسمبر 1996  | برشيروف، التشيك      | سجاد    | كفيتا بيشكه     | 2–6, 3–6           |
| الوصافة | 2.    | 24 فبراير 1997 | يافا، إسرائيل        | صلبة    | تسيبورا أوبزيلر | 5–7, 4–6           |
| الفوز   | 2.    | 16 يونيو 1997  | تالين، إستونيا       | صلبة    | إيلينا فوروبافا | 6–1, 6–2           |
| الفوز   | 3.    | 23 يونيو 1997  | باشتاد 2، السويد     | ترابية  | أنيكا ليندستيد  | 4–6, 7–6(7–4), 6–2 |
| الفوز   | 4.    | 1 فبراير 1999  | ويلينغتون، نيوزيلندا | صلبة    | ناتالي غراندين  | 6–2, 6–2           |

## روابط خارجية
- نورا كوفز على موقع رابطة محترفات التنس (الإنجليزية)
- نورا كوفز على موقع الاتحاد الدولي لكرة المضرب (الإنجليزية)
- نورا كوفز على موقع خلاصة التنس.كوم (الإنجليزية)